# مکورث، دره امبر
مکورث (به انگلیسی: Mackworth) یک روستا و محله مدنی در بریتانیا است که در دره امبر واقع شده‌است. مکورث ۲۲۹ نفر جمعیت دارد.